# Joker (film fra 2019)
 For alternative betydninger, se Joker. (Se også artikler, som begynder med Joker)
Joker er en amerikansk krimi-film fra 2019, instrueret af Todd Phillips, og med Joaquin Phoenix i hovedrollen som Arthur Fleck.
Filmen virker som en origin-story, til skurken Jokeren, fra DC Comics. På filmfestivalen i Venedig i 2019, fik den gode anmeldelser, og vandt den Gyldne Løve.

## Handling
I 1981 bor festklovn og håbende stand-up komiker Arthur Fleck med sin mor, Penny, i Gotham City. Gothams samfund er fyldt med kriminalitet og arbejdsløshed, hvilket efterlader dele af befolkningen efterladte og fattige. Arthur lider af en medicinsk forstyrrelse, der får ham til at grine på upassende tidspunkter og afhænger af de sociale myndigheder for at få medicin. Efter en flok unge kriminelle stjæler Arthurs skilt og angriber ham i en gyde, giver hans kollega, Randall, ham en pistol til selvforsvar. Arthur møder sin nabo, den enlige mor, Sophie Dumond og inviterer hende til sin kommende stand-up-debut på en natklub.
Mens han underholder på et børnehospital, falder Arthurs pistol ud af lommen. Randall lyver og fortæller at Arthur selv købte pistolen, hvilket gør at Arthur bliver fyret af sin agent. I metroen, stadig i sit klovnekostume, bliver Arthur slået ned af tre berusede Wayne Enterprise-forretningsfolk, der før Arthur - chikanerede en kvindelig medpassager; han skyder to af forretningsmændene i selvforsvar og henretter den tredje. Mordene fordømmes af milliardær og borgmesterkandidaten, Thomas Wayne, der på grund af mordene dømmer alle dem der misunder de rige som "Klovne". På grund af det udsagn, starter en masse demonstrationer i Gotham, hvor de fleste af demonstranterne bruger klovnemasker i Arthurs forbillede. På grund af nedskæringer af støtteindkomst, lukker de sociale myndigheder og efterlader Arthur uden sin medicin.
Til Arthurs stand-up-debut, har han svært ved at levere vittigheder, men modtager alligevel stor applaus fra sit publikum (eller er det kun i Arthurs fantasi at dette sker?). Efter en date med Sophie vender Arthur hjem og finder et brev skrevet af sin mor, til Thomas Wayne, som hævder at Arthur er Thomas Waynes' uægte søn, og straks skælder han sin mor ud for at have skjult sandheden. Arthur tager derefter hen til Wayne Manor, som er Thomas Waynes' hus, hvor Arthur møder og taler med Thomas' lille søn, Bruce (den senere Batman), men stikker af efter et skænderi med Thomas' butler, Alfred. Efter et besøg af to detektiver fra politiet, der undersøger Arthurs involvering i mordene i metroen, får Penny et slagtilfælde og bliver indlagt på hospitalet. Mens Arthur bliver og passer på sin mor i et akutrum på hospitalet, bliver han hånet på TV af tv-værten, Murray Franklin, der viser klip fra Arthurs' stand-up-debut - live på Murrays talkshow.
Til en offentlig begivenhed bliver Thomas konfronteret af Arthur, der fortæller Thomas at han er hans søn. Men Thomas forklarer derefter Arthur at Penny er syg og har vrangforestillinger og at hun i øvrigt ikke er Arthurs biologiske mor. Derefter får Arthur grineflip, hvilket gør Thomas så frustreret at han slår Arthur i hovedet. I benægtelse af, at Penny ikke er hans rigtige mor, tager Arthur til Arkham Statshospital, hvor at han stjæler Pennys sagsmappe; I filen står der at Penny adopterede Arthur som baby og lod hendes voldelige kæreste skade hende og Arthur. Penny hævder dog, at Thomas brugte sin magt og indflydelse til at fremstille adoptionen og fik hende indlagt på Arkham for at skjule deres affære. Forfærdet og forvirret vender Arthur hjem og går uden at Sophie ved det, ind i hendes lejlighed. Da Sophie opdager ham bliver hun bange, og beder ham om at forlade hendes lejlighed; deres forhold var tilsyneladende ikke rigtigt, men bare noget Arthur forestillede sig inde i sit hoved. Den følgende dag tager Arthur hen på hospitalet og dræber Penny ved at kvæle hende med en pude.
Arthur bliver inviteret og opfordret til at optræde på Murray Franklins' talkshow, på grund af den uventede popularitet som klippene fra Arthurs optræden har fået. Mens Arthur forbereder sig til at tage hen til showet, får han besøg af sine tidligere kollegaer, Randall og Gary. For at hævne sig på Randall for det med pistolen, stikker han Randall ned og slår gentagende gange hans hoved ind i væggen. Gary, der er traumatiseret og bange, får lov at slippe væk, men har problemer med at nå dørlåsen og åbne døren, på grund af sin dværgvækst, og bliver nødt til at spørge Arthur om hjælp. Arthur hjælper Gary, som derefter løber sin vej. På vej hen til tv-studiet bliver Arthur forfulgt af de to detektiver fra politiet, som undersøger mordet i metroen. Arthur stikker af fra dem og gemmer sig i et tog fyldt med klovne-maskerede demonstranter. Detektiverne kommer ind i toget, men da en demonstrant angriber en af detektiverne, bliver demonstranten skudt ved en fejl. Det starter en stor konflikt i toget, og begge detektiver bliver overfaldet af demonstranterne, hvilket giver Arthur chancen for at stikke af.
Før showet går i gang, spørger Arthur om han kan blive introduceret som 'Joker', en henvisning til da Murray tidligere hånede ham på TV. Arthur bliver introduceret som 'Joker', og kommer på scenen til et stort bifald, men stemningen ændrer sig, da han begynder at fortælle sine besynderlige vittigheder. Arthur fortæller til publikum at han slog de tre forretningsfolk ihjel i metroen, og begynder at beskrive hvordan samfundet behandler folk som ham som affald. Arthur skyder Murray, først i panden og dernæst i brystet, hvilket skaber voldsom uro i studiet. Politiet arresterer Arthur i studiet, men da Arthur sidder i politibilen på vej til stationen, ser han igennem ruden i politibilen, han hvad han har startet. Gotham er i brand, og et masseoprør har bredt sig til hele byen. En af oprørerne får øje på Wayne-familien, og skyder Thomas Wayne og Waynes kone, men efterlader deres søn, Bruce, i live. Vi der kender historien, ved at det er her kimen til den senere Batmanskikkelse lægges i den lille Bruce. Tilbage i politibilen, bliver bilen ramt af en ambulance, som dræber chaufførerne men efterlader Arthur levende. Arthur bliver sluppet fri fra politibilen og danser på kølerhjelmen foran alle oprørerne, mens han smører blod i sit ansigt og omkring munden som det kendte Joker-smil. Jokerskikkelsen er bragt helt til live.

På Arkham Statshospital sidder Arthur til samtale med en psykolog. Under samtalen får Arthur grineflip, men da psykologen spørger hvad han griner af, forklarer han hende at hun ikke ville forstå det. Derefter ser vi Arthur der stikker af fra lægerne, ned af en gang, hvor han efterlader blodaftryk fra sine sko. Hvor blodet kommer fra - må seeren gætte sig til, men vel nok fra den kvindelige psykolog. Psykopaten, Jokeren - er fri...

## Medvirkende
- Joaquin Phoenix som Arthur Fleck
- Robert De Niro som Murray Franklin
- Zazie Beetz som Sophie Dumond
- Frances Conroy som Penny Fleck
- Brett Cullen som Thomas Wayne
- Dante Pereira-Olson som Bruce Wayne
- Douglas Hodge som Alfred Pennyworth

Herudover optræder Marc Maron, Glenn Flesher, og Brian Tyree Henry i mindre roller.

## Produktion
Todd Phillips og Scott Silver skrev Joker gennem hele 2017, og skriveprocessen tog omkring et år. Ifølge producenten Emma Tillinger Koskoff tog det nogen tid at få godkendelse af manuskriptet fra Warner Bros., delvis på grund af bekymring over indholdet. Tilsvarende kommenterede Phillips, at der var en masse forhindringer i løbet af den årelange skriveproces på grund af karakterens personlighed. Phillips sagde, at selvom manuskriptets temaer muligvis afspejler det moderne samfund, var filmen ikke beregnet til at være politisk. Mens Jokeren havde optrådt i flere film før, troede Phillips, at det var muligt at fremstille en ny historie med karakteren. ”Det er bare en anden fortolkning, ligesom folk fortolker Macbeth,” sagde han til New York Times.
Phillips og Silver fandt den mest almindelige historie om Joker-oprindelsen, hvor karakteren får ansigtet ødelagt efter at være faldet i et kar med syre, for urealistisk. I stedet brugte de visse elementer i Jokerens personlighed til at fremstille en original historie, som Phillips ønskede skulle være så autentisk som muligt. Fordi Jokeren ikke har en definitiv oprindelseshistorie i tegneserierne, fik Phillips og Silver betydelig kreativ frihed og "pressede hinanden hver dag til at komme med noget helt vanvittigt."

## Priser
| Ceremoni                   | Pris                               | Modtager           | Resultat  | Reference |
| -------------------------- | ---------------------------------- | ------------------ | --------- | --------- |
| Golden Globes              | Bedste Film - Drama                | Todd Philips       | Nomineret | [ 4 ]     |
| Golden Globes              | Bedste Instruktør                  | Todd Philips       | Nomineret | [ 4 ]     |
| Golden Globes              | Bedste Mandlige Hovedrolle - Drama | Joaquin Phoenix    | Vundet    | [ 4 ]     |
| Golden Globes              | Bedste Musik                       | Hildur Guðnadóttir | Vundet    | [ 4 ]     |
| Robertprisen               | Bedste Amerikanske Film            | Todd Phillips      | Vundet    |           |
| Venedig Filmfestival       | Gyldne Løve                        | Todd Phillips      | Vundet    |           |
| Screen Actors Guild Awards | Bedste Mandlige Hovedrolle         | Joaquin Phoenix    | Vundet    |           |
| Screen Actors Guild Awards | Bedste Stunts                      | Stuntmænd          | Nomineret |           |